# Parque nacional Altos de Campana
El Parque Nacional Altos de Campana fue el primer parque nacional creado en la República de Panamá, en 1966, con 4,816 ha. Se encuentra situado en la vertiente oeste del Canal de Panamá, formando parte de su cuenca. Enclavado muy cerca de las costas de Chame y de sus planicies aluviales, el área protegida se alza desde los 400 m s. n. m. en su punto más bajo hasta los 1030 m s. n. m. (N 8°41.324' W 79°55.314') que tiene el Cerro Campana.
Desde "La Cruz" (N 8°41.169' W 79°55.173') a 900 m s. n. m. se contemplan no sólo unas espectaculares vistas de la cuenca del Canal sino también unas extraordinarias panorámicas de la bahía de Chame, delimitada por Punta Chame, con sus impresionantes manglares que cubren la boca del río del mismo nombre.
Se trata de una extensión de la formación ígnea del volcán de El Valle de Antón. Su pasada actividad volcánica queda claramente reflejada en su abrupta orografía en la que se observan espectaculares acantilados, campos de lava, tobas volcánicas y otras numerosas manifestaciones que hablan de un pasado geológico de una enorme intensidad. Las temperaturas oscilan en torno a los 24 °C, mientras que las precipitaciones superan los 2,500 mm cada año. En el parque nacional se encuentran las cabeceras de los principales ríos de la región. Así, en su vertiente pacífica nacen en este sector, los ríos Chame, Perequeté y Caimito. En su vertiente que pertenece a la cuenca del Canal tienen su origen el río Trinidad y varios de sus principales afluentes.

## Flora y fauna

### Flora
El parque contiene 26 especies de plantas vasculares endémicas de Panamá. En el último censo se han identificado 198 especies de árboles y 342 especies de arbustos.
En cuanto a lo referente a la flora de este parque podemos identificar 4 tipos de bosques: el bosque húmedo tropical, el bosque muy húmedo pre montano, el bosque muy húmedo tropical, y el bosque fluvial pre montano.
Las partes más altas del Cerro Campana por su aislamiento geográfico se han convertido en una pequeña isla bio-geográfica y en un centro de endemismo. En las áreas más altas del parque son abundantes los musgos y otras plantas epífitas como los bromelias y las orquídeas.

### Fauna
Los mamíferos están representados por 39 especies, uno de los más abundantes es la zarigüeya (Didelphis marsupialis). También se localiza la especie endémica del ratón de bolsas rosillo (Lyomis adspersus), el gato solo (Nasua narica), el mapache (Procion cancrivorus), el perezoso de dos dedos (Choloepus hoffmani) y el de tres dedos (Bradypus variegatus), el mono tití (Saguinus geoffroyi)...
Se han censado 267 especies de aves, de las que 48 son migratorias. Entre estas últimas hay que destacar la abundancia del elanio tijereta (Elanoides forficatus), cuyas migraciones continentales tienen lugar entre enero y febrero y entre junio y septiembre. De los espectaculares trogones destaca por su belleza y abundancia el trogón ventrianaranjado (Trogon auratiiventris).
Los bosques de los Altos de Campana sirven también de refugio a otras aves cuyas poblaciones están amenazadas en el resto del continente, como el pico de hoz puntiblanco (Eutoxeres aquila), el colibrí ventrivioleta (Damophila julie panamensis), el calzonario patirrojo (Chalybura urochrysia). La riqueza herpetológica del parque es excepcional con 62 especies de anfibios y 86 especies de reptiles, siendo la más importante de toda el área central del país. Entre ellas se encuentran siete especies endémicas, destacando por su belleza y rareza la pequeña ranita dorada (Atelopus zeteki) que se encuentra en un área muy restringida del parque nacional. Los otros endemismos son la salamandra (Bolitoglossa schizodactyla), la cecilia (Caecilia volcani), la lagartija (Anolis lionotus), el lagarto (Morunasaurus groi), la culebra pigmea de Barbour (Trimetopon barbouri). También se encuentra en el área protegida la rana gigante (Leptodactylus savagei) anfibio panameño de mayor tamaño, el sapo espinoso (Incilius coniferus) y las ranitas venenosas ventriazul (Andinobates minutus) y verde y negra (Dendrobates auratus).